# Poison Prince
Poison Prince è il singolo di debutto della cantautrice britannica Amy Macdonald, pubblicato in edizione limitata solo per il mercato digitale il 24 maggio 2007 dall'etichetta discografica Vertigo.
La canzone, scritta dalla cantautrice e prodotta da Pete Wilkinson, è stata inserita nell'album di debutto della Macdonald intitolato This Is the Life. Dopo il successo del singolo che ha dato il titolo dal disco, This Is the Life, il singolo è stato ripubblicato nel giugno del 2008 in alcuni paesi europei, entrando nelle classifiche di Svizzera e Germania.
Sono stati girati due video musicali per la promozione del singolo, che conteneva anche la b-side Rock Bottom.

## Tracce
CD-Single (Vertigo / Melodramatic 172 980-2 (UMG) / EAN 0602517298026)
Testi e musiche di Amy Macdonald.
1. Poison Prince – 3:34
2. Rock Bottom – 3:46

CD-Maxi (Vertigo / Melodramatic 00602527094342 (UMG) / EAN 0602527094342)
Testi e musiche di Amy Macdonald.
1. Poison Prince – 3:34
2. Poison Prince (Video)

## Classifiche
| Classifica (2008/2009) | Posizione massima |
| ---------------------- | ----------------- |
| Germania               | 66                |
| Regno Unito            | 136               |
| Svizzera               | 58                |